# Općina Mogila
Općina Mogila (makedonski: Општина Могила) je jedna od 80 općina Sjeverne Makedonije koja se prostire na jugu Sjeverne Makedonije. 
Upravno sjedište ove općine je selo Mogila.

## Zemljopisne osobine
Općina Mogila nalazi se u središnjem dijelu kotline Pelagonije, zapadni dio općine je planinski, kroz općinu protječe rijeka Crna. 
Općina Mogila graniči s općinom Krivogaštani na sjeveru, s općinom Prilep na istoku, s općinom Novaci na jugu, s općinom Bitola na jugozapadu, te s općinom Demir Hisar na zapadu.
Ukupna površina Općine Mogila  je 251,2 km².

## Stanovništvo
Općina Mogila  ima 6 710 stanovnika. Po popisu stanovnika iz 2002. nacionalni sastav stanovnika u općini bio je sljedeći; .

## Naselja u Općini Mogila
Ukupni broj naselja u općini je 23, od toga sva imaju status sela .

## Pogledajte i ovo
- Sjeverna Makedonija
- Općine Sjeverne Makedonije

## Vanjske poveznice
- Službene stranice Općine Mogila
- Općina Mogila na stranicama Discover Macedonia